# Jean-Michel Cousteau
Jean-Michel Cousteau (6 de maio de 1938) é um oceanógrafo, ambientalista, ecologista e educador francês.
Jean-Michel Cousteau é considerado um dos principais ativistas pró-ambiente do mundo, inspirado principalmente pelas proezas do seu pai, o oceanógrafo, mergulhador e explorador francês Jacques Cousteau, pioneiro na descoberta dos recursos do fundo do mar.
Em 1999, fundou e até hoje preside uma organização sem fins lucrativos, a Ocean Futures Society (OFS), que busca o desenvolvimento de soluções sustentáveis para o oceano e vida marinha.
Suas realizações diplomáticas e educativas em diversos povos sensibilizam os líderes de governo dos mais diversos países, de tal forma que cada pessoa abrace uma responsabilidade pessoal permantente em prol da sustentabilidade do meio ambiente. Numerosas honrarias, prêmios e condecorações governamentais, institucionais e empresariais foram atribuídas à OFS e a Jean-Michel Cousteau.